# Fächerflügler
Die Fächerflügler (Strepsiptera) sind eine Insektenordnung innerhalb der Neuflügler (Neoptera), die wenigstens einen Teil ihrer Entwicklung als Endoparasit in anderen Insekten durchmachen. Von den bekannten 600 Arten leben in Europa etwa 30 und in Deutschland 16. Die Körperlänge der Männchen beträgt zwischen 1,5 und 7,5 mm, die der Weibchen zwischen 1,5 und 30 mm.
Fächerflügler pflanzen sich als semelpare Art nur ein einziges Mal in ihrem Leben fort, produzieren dabei jedoch bis zu 750.000 Larven.

## Bau der Fächerflügler

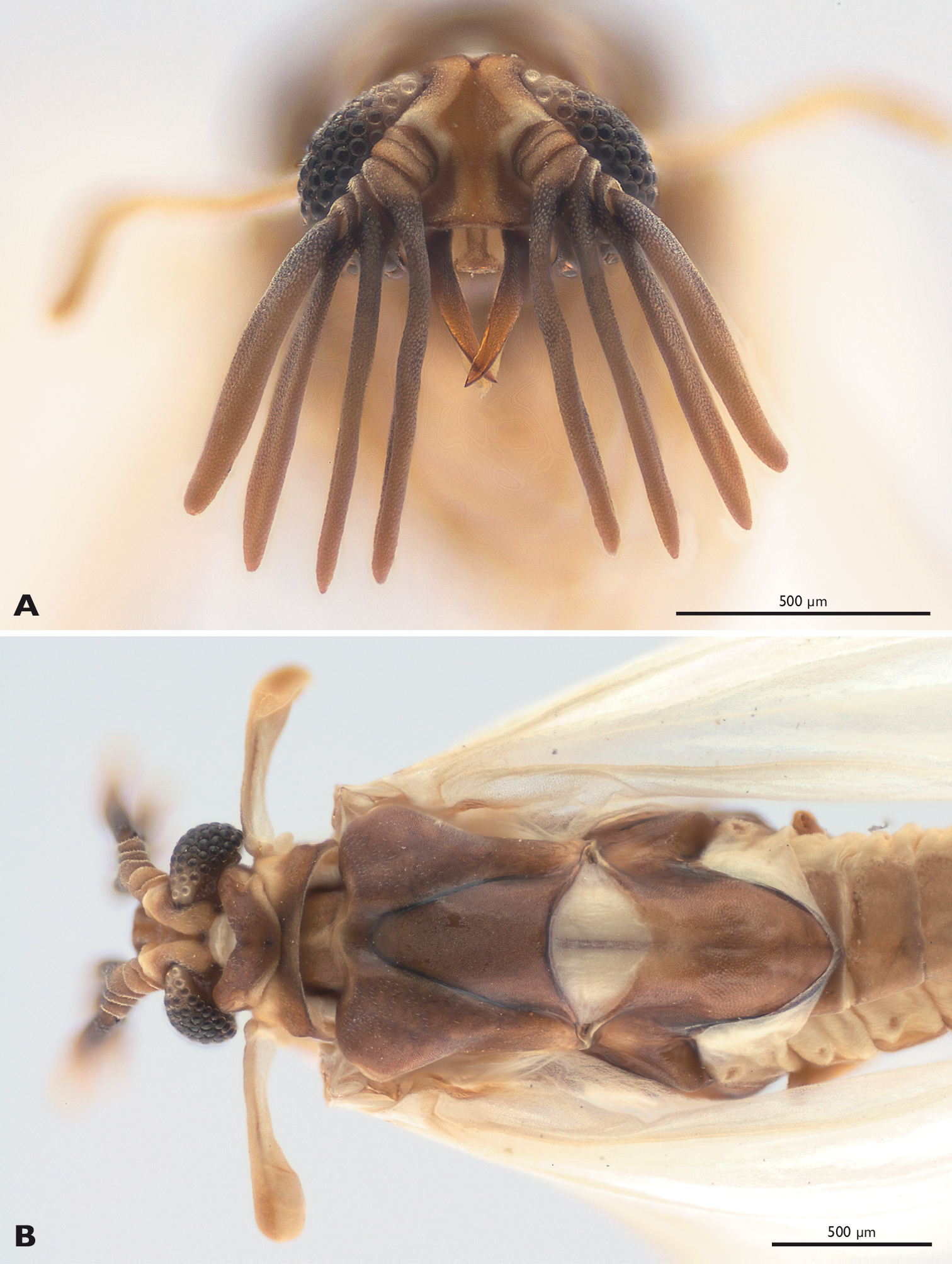
Männchen von Mengenilla moldrzyki, aus Tunesien. (Bild aus Pohl et al. A new species of Mengenilla (Insecta, Strepsiptera) from Tunisia doi:10.3897/zookeys.198.2334)

Die Fächerflügler weisen einen ausgeprägten Sexualdimorphismus auf.
Die Männchen sind, im Gegensatz zu den immer ungeflügelten Weibchen, stets geflügelt. Jedoch sind die Vorderflügel zu Halteren umgebildet. Die großen Hinterflügel sind vor dem Schlüpfen fächerartig gefaltet (daher die deutsche Benennung „Fächerflügler“) und besitzen ein nur sehr rudimentäres Flügelgeäder. Das hinterste Brustsegment, an dem die Flügel ansetzen, ist sehr groß. Die Antennen besitzen seitliche Fortsätze. Die Augen der Männchen haben im Vergleich zu den Facettenaugen vieler anderer Fluginsekten wenige, aber größere Einzelaugen, bei denen es sich um kleine Linsenaugen handelt, die jeweils ein richtiges Bild erzeugen. Dadurch sind die Augen der Fächerflügler leistungsfähiger, als ihre geringe Größe nahelegt. Ihre Lebensdauer als erwachsene Tiere beträgt nur wenige Stunden. Diese Zeit ist gerade ausreichend, um die Weibchen mit Hilfe der von denen abgegebenen Duftstoffe (Insektenpheromone) zu finden und zu begatten. Dies findet meist in der Morgendämmerung statt.
Die Weibchen der basalen Strepsiptera sind freilebend, nachdem sie am Ende ihres zweiten Larvenstadiums den Wirt verlassen. Sie sind den Männchen ähnlich, nur einfacher gebaut. Die Komplexaugen (Facettenaugen) bestehen aus wenigen Einzelaugen, die Antennen sind kürzer und haben keine Fortsätze. Manche Tiere verbleiben zeitlebens in ihrer festen Hülle, dem Puparium, das sich aus den Häuten (Exuvien) des letzten Larven- beziehungsweise Puppenstadiums zusammensetzt, und können deshalb nicht von Männchen begattet werden. Solche Weibchen reproduzieren sich selbständig (Parthenogenese).
Die Weibchen der abgeleiteten Strepsiptera (Stylopidia) haben sich vollständig an die Lebensweise als Innenparasiten angepasst. Das geschlechtsreife Weibchen bohrt sich nur mit dem vorderen Körperende aus dem Hinterleib des Wirtes. Sie haben höchstens einfache Mundwerkzeuge. Kopf und Vorderkörper sind zu einer Kopfbrust (Cephalothorax) verschmolzen, die Beine sind reduziert. Der Hinterleib wird mit zunehmender Larvenentwicklung sackartig, wodurch sie madenartig wirken. Die inneren Organe werden abgebaut, bis nur noch die Geschlechtsorgane vorhanden sind.

## Fortpflanzung und Entwicklung

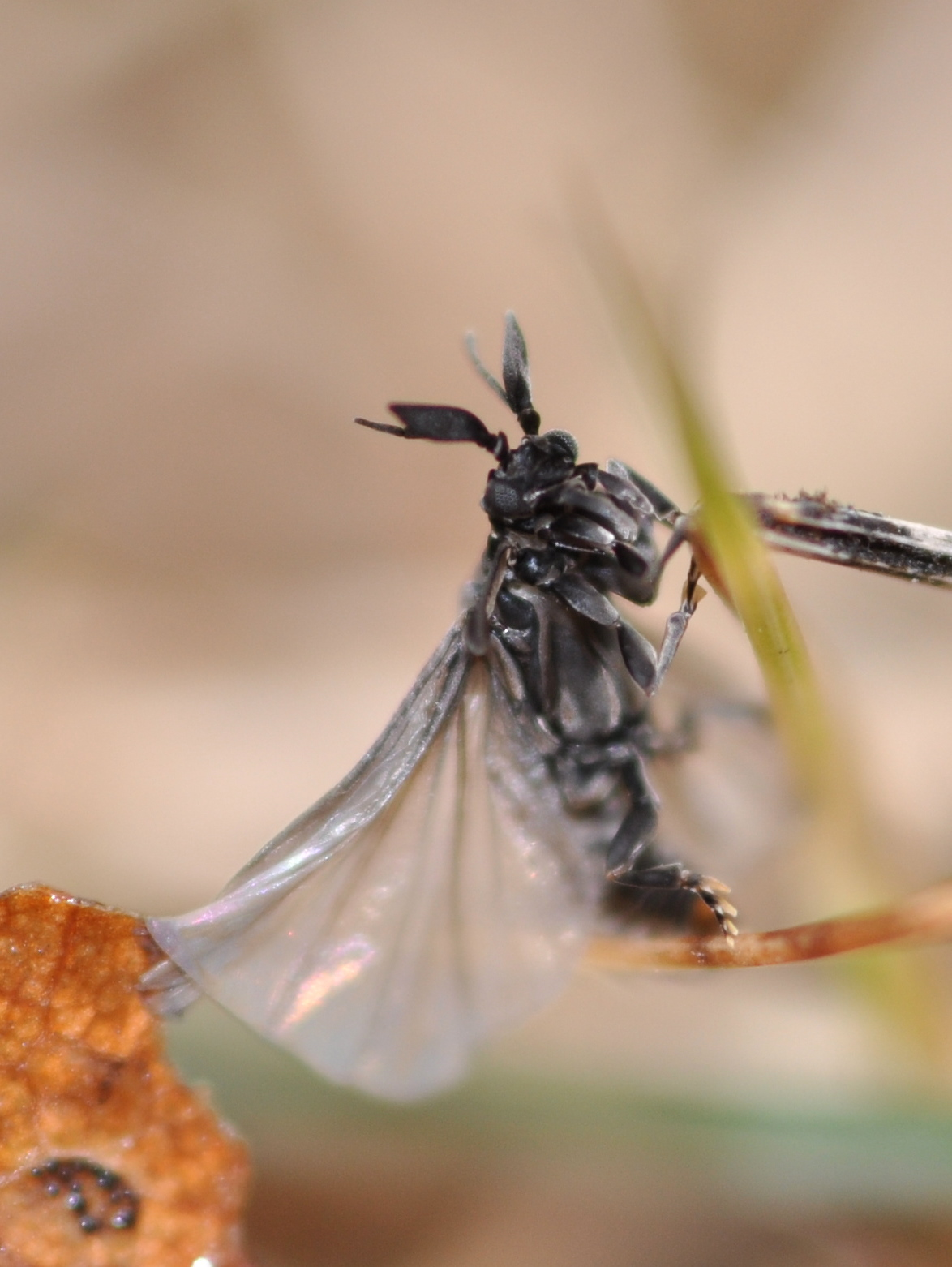
Männchen von Stylops melittae (zum Weibchen vgl. das obere Bild)

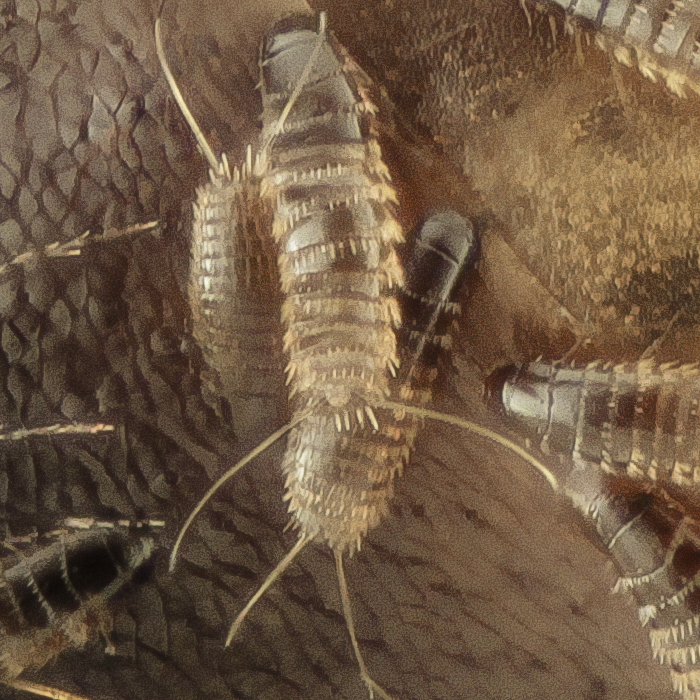
Larven der Gattung Stylops

Die Partnerfindung erfolgt bei den Fächerflüglern durch Pheromone, denen das Männchen zum abgebenden Weibchen folgt. Dort injiziert es die Spermien in den Hinterleib des Weibchens, welches keine spezielle Geschlechtsöffnung besitzt. Die Weibchen „produzieren“ dann etwa einige hundert bis tausende winziger Larven (Triungulinoide), die frei beweglich sind und mit Beinen, Augen und Sprungborsten ausgestattet sind. Dieses erste Larvenstadium sucht andere Insektenarten als Wirt auf und dringt in diese ein. Oft wird schon die Larve des Wirtes befallen. Die erste Larve der Fächerflügler wird auch als das Infektionsstadium bezeichnet. Im Wirt häutet sie sich zum zweiten Larvenstadium, dem Fressstadium. Sie lebt in dieser Zeit von den Körpersäften (Hämolymphe) des Wirtes und häutet sich noch mehrere Male zu höheren Larvenstadien. Danach verlässt die weibliche Zweitlarve den Wirt und verpuppt sich (basale Fächerflügler) beziehungsweise durchbricht die Außenhülle des Wirtes zwischen den Segmenten, sodass der Kopf und die Brust herausragen, und verpuppt sich (abgeleitete Fächerflügler Stylopidia). Die gehäutete Hülle wird nicht abgelegt, sondern das Tier verbleibt darin und häutet sich weiter. Die entstehende Hülle wird als Puparium bezeichnet. Die männlichen Tiere bleiben im Wirt, bohren sich mit dem Vorderende aus dem Hinterleib des Wirtes und verpuppen sich.
Die geschlechtsreifen Männchen schlüpfen flugfähig aus ihrem Puparium, indem sie den Deckel absprengen, und machen sich auf die Suche nach paarungsbereiten Weibchen. Von den Weibchen ist lediglich der aus dem Wirt ragende Brutkanal sichtbar. Die Männchen leben insgesamt bis zu sechs Stunden und sterben, nachdem sie das Weibchen durch dieselbe Öffnung befruchtet  haben, aus der später die Larven herauskriechen. Nachdem die Larven den Körper des Weibchens verlassen haben, stirbt dieses ebenfalls. Wie alle semelparen Arten pflanzen sich Fächerflügler nur ein Mal in ihrem Leben fort, wobei sie zwischen 1.000 und 750.000 Larven produzieren.
Die von Fächerflüglern besiedelten Wirte werden als stylopisiert bezeichnet.

## Systematik der Fächerflügler
Die Fächerflügler werden in einer klassischen Weise in zwei Unterordnungen gegliedert: die basalen Mengenillidae mit freilebenden Weibchen und die abgeleiteten Stylopidia mit den lebenslang parasitischen Weibchen.
Nach Untersuchungen im Jahr 2009 gelten die Fächerflügler als eine Schwestergruppe der Käfer.
Arten in Deutschland (Auswahl)
Aus Deutschland sind je nach taxonomischer Auffassung 15 bis 17 Arten von Fächerflüglern bekannt.
- Corioxenidae
  - Malayaxenos trapezonoti (an Trapezonotus)
- Elenchidae
  - Elenchus tenuicornis (an Delphacidae)
- Halictophagidae
  - Halictophagus agalliae (an Zikaden)
  - Halictophagus silwoodensis (an Zikaden)
  - Stenocranophilus quadratus (an Zikaden)
- Stylopidae
  - Eurystylops oenipontana (an Bienen)
  - Halictoxenos arnoldi (an Halictus)
  - Halictoxenos spencei (an Halictus)
  - Halictoxenos tumulorum (an Halictus)
  - Hylecthrus rubi (an Maskenbienen)
  - Weidenbienen-Fächerflügler (Stylops ater) (an Andrena vaga)
  - Stylops melittae (an Sandbienen)
  - Stylops nevinsoni (an Sandbienen)
- Xenidae
  - Paraxenos hungaricus (an Wespen)
  - Paraxenos sphecidarum (an Wespen)
  - Pseudoxenos heydeni (an Wespen)
  - Xenos vesparum (an Feldwespen)

## Fossile Belege
Fossile Fächerflügler sind rar. Die ältesten Belege wurden in ca. 100 Millionen Jahre altem kreidezeitlichen Bernstein aus Südwestfrankreich (Département Charente-Maritime) sowie etwa gleichaltrigem Bernstein aus Myanmar gefunden. Die einzige bekannte fossile Larve dieser Insektenordnung stammt aus eozäner Kohle des Geiseltals (bei Halle). Die Primärlarve gehört der phylogenetisch jungen Familie Myrmecolacidae an. Darüber hinaus sind aus verschiedenen tertiären Bernsteinlagerstätten Fächerflügler bekannt. Allein aus Baltischem Bernstein wurden elf Arten beschrieben, die sich auf fünf Familien verteilen.